# نهر سيمبانغ كانان
نهر سيمبانغ كانان (بالإندونيسية: Sungai Simpangkanan، ويعني: نهر التقاطع اليمين)‏ هو نهر في جنوب سومطرة، إندونيسيا. وهو أحد روافد نهر سيمبانغ كيري.